# Carlo Fusaro
Carlo Fusaro (Basilea, 19 novembre 1950) è un costituzionalista e politico italiano.

## Biografia
Nato da madre svizzera tedesca e da padre italiano, magistrato, Fusaro è stato docente dell'Università di Pisa e Firenze.
Carlo Fusaro inizia la sua carriera scrivendo il libro Guida alla Costituzione nel 1976; fu opinionista politico nei primi anni di vita di Tele Libera Firenze di Mauro Ballini. Diviene ricercatore universitario nel 1981; è eletto deputato del Parlamento Italiano per il Partito Repubblicano nel 1983 (circoscrizione Firenze-Pistoia); resta in carica fino al 20 settembre 1984 quando è dichiarato decaduto a seguito di un riconteggio dei voti (viene proclamato al suo posto, Roberto Barontini);  nel 1990 viene eletto consigliere della Provincia di Firenze per il Partito Repubblicano; si dimette nel 1993. Pubblica il libro Principio maggioritario e forma di Governo scritto a Firenze.
Nel 1996 diventa professore di Diritto Pubblico nell'Università di Pisa, mentre nel 1999 diviene professore ordinario di Diritto pubblico comparato, ed è chiamato dall'Università di Firenze, dove insegna fino al 2018.
Nel 1997 scrive Two Steps Forward, One Step Back. Italy 1995: the Majoritarian Move Reaches a Stalemate?, prima pubblicazione estera pubblicata in India.
- È stato consigliere del ministro dell'industria Adolfo Battaglia (dal 1987 al 1991)
- È stato consigliere del presidente del Consiglio Carlo Azeglio Ciampi (dal 1993 al 1994)
- È stato membro del Board of Trustees di AFS Intercultural Programs un'associazione non governativa con sede a New York dal 2007 al 2013; è stato presidente di Intercultura ed è vicepresidente della Fondazione Intercultura
- È stato componente del GEV12 dell'Agenzia nazionale valutazione sistema universitario per la valutazione delle università dal 2004 al 2010.
- È stato Direttore del Dipartimento di diritto pubblico "A. Orsi Battaglini" dell'Università degli Studi di Firenze e prima, da studente, consigliere di amministrazione dell'Università di Firenze.
- È stato presidente del SISE (Società italiana di studi elettorali e parlamentari) dal 2007 al 2011.
- È stato componente e poi presidente del Collegio garante della costituzionalità delle norme, la Corte costituzionale della Serenissima Repubblica di San Marino, dal 2012 al 2016.

## Opere

### In italiano
- Guida alla Costituzione, Firenze, Laurus, 1976, SBN UFI0294764.
- Principio maggioritario e forma di governo, Firenze, Università degli Studi di Firenze, 1990, SBN RAV0167303.
- Guida alle riforme istituzionali, Soveria Mannelli, Rubbettino, 1991, ISBN 88-7284-001-5.
- La rivoluzione costituzionale: alle origini del regime post-partitocratico, con un saggio introduttivo di Augusto Barbera, Soveria Mannelli, Rubbettino, 1993, ISBN 88-7284-138-0.
- Le regole della transizione: la nuova legislazione italiana, Bologna, il Mulino, 1995, ISBN 88-15-04851-0.
- Scritti sulla magistratura dedicati ad Algimiro Fusaro, Firenze, 1996, SBN PUV0301972.
- Augusto Barbera e Carlo Fusaro, Il governo delle democrazie, Bologna, il Mulino, 1997, ISBN 88-15-06151-7.
- Le radici del semi-presidenzialismo: viaggio alle origini di un modello cui si guarda in Italia, con saggi di Rino Casella, Ilaria Cappugi, Sarah Musio, Soveria Mannelli, Rubbettino, 1998, ISBN 88-7284-701-X.
- Augusto Barbera e Carlo Fusaro, Corso di diritto pubblico, Bologna, il Mulino, 2001, ISBN 88-15-08289-1.
- Carlo Fusaro e Massimo Carli, Elezione diretta del presidente della Giunta regionale e autonomia statutaria delle regioni, in Giuseppe Branca (a cura di), Commentario della Costituzione, Bologna-Roma, Zanichelli-Il foro italiano, 2002, ISBN 88-08-08855-3.
- Il presidente della Repubblica, Bologna, il Mulino, 2003, ISBN 88-15-09318-4.
- Roberto D'Alimonte e Carlo Fusaro (a cura di), La legislazione elettorale italiana: come migliorarla e perché, Bologna, il Mulino, 2008, ISBN 978-88-15-12519-4.
- Augusto Barbera e Carlo Fusaro, Corso di diritto costituzionale, Bologna, il Mulino, 2012, ISBN 978-88-15-23903-7.
- Guido Crainz e Carlo Fusaro, Aggiornare la Costituzione: storia e ragioni di una riforma, Roma, Donzelli, 2016, ISBN 978-88-6843-527-1.
- Carlo Fusaro, Le trasformazioni del modello Westminster e le difficoltà crescenti del governo parlamentare in Europa, in Silvia Bagni, Giovanni A. Figueroa Mejía e Giorgia Pavani (a cura di), La ciencia del derecho constitucional comparado. Estudios en homenaje a L. Pegoraro, Ciudad de México, Tirant lo Blanch, 2017, ISBN 978-8491436133.
- Carlo Fusaro, W. L. Spencer Churchill. Il predestinato che vinse la guerra e un Nobel, in Alessandro Torre (a cura di), Storia costituzionale del Regno Unito attraverso i primi ministri, Milano, Wolters Kluwer, 2020, ISBN 978-88-13-36892-0.

### In altre lingue
- (EN) Carlo Fusaro e Amie Kreppel (a cura di), Still Waiting for the Transformation. Italian Politics 2013, New York-Oxford, Berghahn, 2014, ISBN 978-1782388111.
- (EN) Carlo Fusaro e Dawn Oliver (a cura di), How Constitutions Change, Oxford, Hart Pub, 2011, ISBN 978-1849460941.
- (EN) Italy's Multitier Regional Federalism Why and How It Was Built Like That, in Annual Report of the Institute of Legal Studies, vol. 28, Yokohama, Kanagawa University, 2010,  pp. 41-49.
- (EN) Party System Developments and Electoral legislation in Italy (1948-2009) (PDF), in Bulletin of Italian Politics, vol. 1, n. 1, 2009,  pp. 49-68.
- (EN) Carlo Fusaro e Chiara Favilli, The Protection of Constitutional Rights in the Private Sphere in Italy: An Update, in Jörg Fedtke e Dawn Oliver (a cura di), Human Rights and the Private Sphere. A Comparative Study, London, Routledge-Cavendish, 2007, ISBN 978-0415443517.
- (EN) Carlo Fusaro e Veronica Federico (a cura di), Constitutionalism and Democratic Transitions. Lessons from South Africa, Firenze, Firenze University Press, 2006, ISBN 8884534011.
- (EN) Two Steps Forward, One Step Back. Italy 1995: the Majoritarian Move Reaches a Stalemate?, in Indian Socio-Legal Journal, vol. 23, 1997,  pp. 51-74.